# Myriam Mézières
Myriam Mézières (18è districte de París, 19 d’octubre de 1951) és una actriu, escriptora i cantant francesa que ha rodat extensament amb el director suís Alain Tanner.

## Carrera
Nascuda de pare egipci i mare pianista d'origen txec, Myriam Mézières es va criar en un orfenat. Va començar al cinema als 16 anys: la seva trobada amb el cineasta suís Alain Tanner, en el set de Jonas que va complir 25 anys en 2000, en 1976, serà decisiu per a la resta de la seva carrera.
Treballa amb Jean-Pierre Mocky (Un linceul n'a pas de poches), Andrzej Żuławski (Mes nuits sont plus belles que vos jours), Paul Vecchiali (Change pas de main), Claude Lelouch, Yves Boisset o Claude Berri. Durant els anys 1980 i 1990, l'actriu continua amb les seves actuacions protagonistes: la veiem a Les Nanas, La Débandade (Claude Berri), o El jutge Fayard anomenat el xèrif (Yves Boisset).
Però és amb Alain Tanner amb qui obté els seus papers més importants: Ničija zemlja, Le Journal de Lady M. (que representa a Suïssa en els Oscar), o Una flama al meu cor, de la qual és coautora amb Alain Tanner, i que li va valer el premi a la Millor Actriu i Millor Pel·lícula al Festival de Cinema de Houston. En 2002 van tornar a codirigir Fleurs de sang amb un gran acolliment. Mézières diu de la seva col·laboració amb Tanner: 
| « | "Es diu que jo soc la musa d'Alain Tanner, i no està mal perquè dona una mica de sentit a l'absurd de la vida, suposo. Però espero convertir-me en la musa de la meva mateixa. La veritat és que amb Alain Tanner vaig iniciar la meva carrera, encara és el director que més m'ha entès com a artista i com a persona. Entre la meva experiència de Una flama en el cor i ara Flores de sang vaig evolucionar molt i codirigir amb ell va ser una experiència meravellosa però probablement la meva experiència més dura. Però sempre val més enfrontar-te a algú que és intel·ligent i que té personalitat que a una persona més tova. Sempre és agradable estar sota la mirada d'un home com Tanner. Té dos ulls blaus que et recorren l'ànima."" | » |

A Espanya ha tingut molta activitat cinematogràfica, treballant amb Manuel Gómez Pereira (Boca a boca), F. Merinero (Agujetas en el Alma) o Felip Solé (Tornarem). També ha participat a la sèrie Cuéntame de TVE.
En teatre, ha treballat amb autors i directors com Bernard-Marie Koltés, Copi, Jorge Lavelli, Fernando Arrabal o Jerôme Savary, amb el qual va iniciar la seva carrera en Magic Circus. En 2013 va presentar l'espectacle de cabaret "Amour Fou", un muntatge que representa les diferents relacions home dona.
Viu a cavall entre Barcelona, Madrid i París, a més d'actriu és una polifacètica i original artista. Ella mateixa ha compost i interpreta les cançons de les seves pel·lícules.
D'una gran bellesa i energia corporal, sempre ha estat una actriu desinhibida (Change pas de main es va classificar alternativament X i d'assaig), que combina la seva passió per la comèdia i la música mitjançant la creació de dos expectacles musicals, Fruta Extraña i Carne y Sueños cantant en moltes de les seves pel·lícules. D'altra banda sempre ha pretès aportar un valor humà i social en el seu treball i diu sobre aquest tema: "Mai deixaré de parlar de la pobresa, mai oblidaré als que van néixer en la foscor i estan sols..., milito per la gent sense accés a la cultura, per a donar-los la meva idea de la dignitat i l'elegància".

## Filmografia selectiva

### Cinema

#### Llargmetratge
- 1974 : Le Troisième Cri d'Igaal Niddam
- 1974 : Un linceul n'a pas de poches de Jean-Pierre Mocky
- 1975 : Change pas de main de Paul Vecchiali
- 1976 : Spermula de Charles Matton
- 1976 : Jonas qui aura 25 ans en l'an 2000 d'Alain Tanner
- 1977 : El jutge Fayard anomenat el xèrif d'Yves Boisset
- 1978 : Corps à cœur de Paul Vecchiali
- 1979 : À nous deux de Claude Lelouch
- 1979 : Les Enquêtes du commissaire Maigret, episodi : Maigret et l'Indicateur d'Yves Allégret
- 1982 : En haut des marches de Paul Vecchiali
- 1983 : Poussière d'empire de Lam Lê
- 1984 : Les Nanas d'Annick Lanoë
- 1985 : Ničija zemlja d'Alain Tanner amb Hugues Quester
- 1987 : Résidence surveillée de Frédéric Compain
- 1987 : Una flama al meu cor d'Alain Tanner
- 1989 : Radio Corbeau d'Yves Boisset
- 1989 : Mes nuits sont plus belles que vos jours d'Andrzej Żuławski
- 1991-1992 : Mau Mau d'Uwe Schrader
- 1993 : Le Journal de Lady M. d'Alain Tanner avec Félicité Wouassi
- 1995 : Marie de Nazareth de Jean Delannoy ab Myriam Muller, Didier Bienaime et Francis Lalanne
- 1995 : Boca a boca) de Manuel Gómez Pereira
- 1996 : Black Dju de Pol Cruchten amb Philippe Léotard
- 1998 : Ça n'empêche pas les sentiments de Jean-Pierre Jackson
- 1999 : La Débandade de Claude Berri
- 2000 : Krámpack de Cesc Gay
- 2002 : Fleurs de sang de Myriam Mézières et Alain Tanner
- 2005 : Tánger de Juan Madrid
- 2007 : Cuidate de mi de Javier de la Torre
- 2009 : Un ajuste de cuentas de Juan Madrid
- 2011 : Tornarem de Felip Solé i Sabaté
- 2021 : Les aventures d'Aytl Jensen de Aytl Jensen TV Série : Françoise (S01-E6 : La réalisatrice)
- 2022 : Si loin, si proche 2 de Aytl Jensen : Josiane Froissy

#### Curtmetratges
- 1974 : Gliscom Butrew
- 1981 : Le Goûter de Josette de Gérard Frot-Coutaz
- 1990 : Uhloz de Guy Jacques

## Teatre
- 1972 : Par delà les marronniers de Jean-Michel Ribes, posada en escena de l'autor, Festival du Marais Maison d'Ourscamp, Espace Cardin
- 1984 : Kidnapping de Catherine Rihoit, posada en escena Étienne Bierry, Poche Montparnasse
- 1986 - Dépêche-toi ! Il est shabat ! De Jacques Azulay (Franck Warriol).